# Papiliolebias
Papiliolebias ist eine Gattung der Saisonfische aus der Familie Rivulidae und gehört zur Gruppe der Eierlegenden Zahnkarpfen. Die Arten dieser Gattung bewohnen temporäre Gewässer im oberen Flusssystem des Rio Madeira in Bolivien, sowie im Chaco in Argentinien, Bolivien und Paraguay.

## Merkmale
Die Arten der Gattung Papiliolebias unterscheiden sich von Arten der anderen Gattungen der Tribus Plesiolebiasini durch die Färbung der Männchen. Papiliolebias unterscheiden sich von den Gattungen Maratecoara, Plesiolebias und Stenolebias durch einen metallisch schillernden Schulterfleck bei den Männchen und von Pituna durch das Fehlen roter Färbung im distalen Teil der Rückenflosse.

## Arten
Die Gattung Papiliolebias umfasst folgende vier Arten:
- Papiliolebias ashleyae Nielsen & Brousseau, 2014
- Papiliolebias bitteri (Costa, 1989)

Synonym: Papiliolebias hatinne Azpelicueta, Butí & García, 2009
- Papiliolebias francescae Valdesalici & Brousseau, 2014
- Papiliolebias habluetzeli Valdesalici, Nielsen, Brousseau & Phunkner, 2016